# 秦科才
秦科才（1931年7月—2020年3月11日），男，湖南双峰人，中华人民共和国政治人物，中共河南省委原常委、河南省人民政府原副省长、党组副书记，河南省人大常委会原副主任，第八届全国人大代表。